# Зимний сад во Франклин-Парке
Зимний и ботанический сады во Франклин-Парке (англ. Franklin Park Conservatory and Botanical Gardens) — ботанический и зимний сады в районе Франклин-парк Колумбуса (Огайо, США). В саду находятся коллекции экзотических растений, проводятся специальные выставки. На территории ботанического сада представлены инсталляции американского художника-стекловара Дейла Чихули.

## История

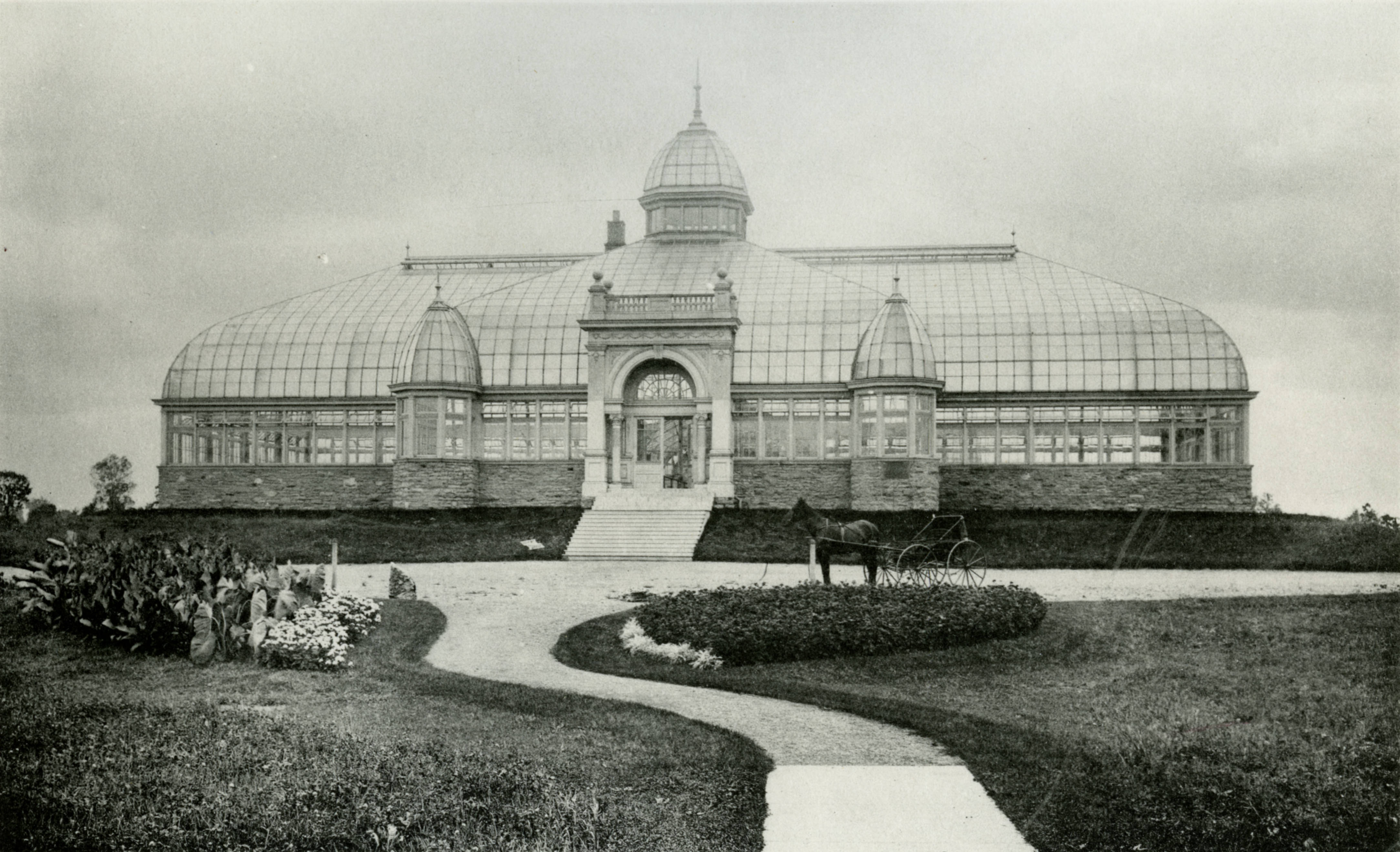
Пальмовый дом (ок. 1897).

Сельскохозяйственное общество округа Франклин приобрело участок в 36 га в 3 км к востоку от центра Колумбуса, чтобы провести первую ярмарку округа в 1852 году. К 1874 году Сельскохозяйственное общество увеличило территорию до 38 га для проведения ярмарок штата Огайо.
Ярмарка занимала это место до 1884 года, после чего переехала на новое место к северу от Колумбуса и участок оказался заброшен. В 1886 году было решено использовать территорию в качестве общественного парка.
В 1893 году Всемирная ярмарка в Чикаго (Всемирная Колумбова выставка) стали важным социальным и культурным событием. По образцу Стеклянного дворца Всемирной выставки Колумбус решил создать здание для садоводства. Это стеклянное сооружение, построенное в величественном викторианском стиле, было возведено во Франклин-парке в 1895 году.
В течение короткого периода, в 1927—1929 годах, в нижних комнатах оранжереи содержались животные, которые позже стали частью первого зоопарка и аквариума Колумбуса. В 1974 году стеклянное сооружение, известное как Пальмовый дом, было включено в Национальный реестр исторических мест.

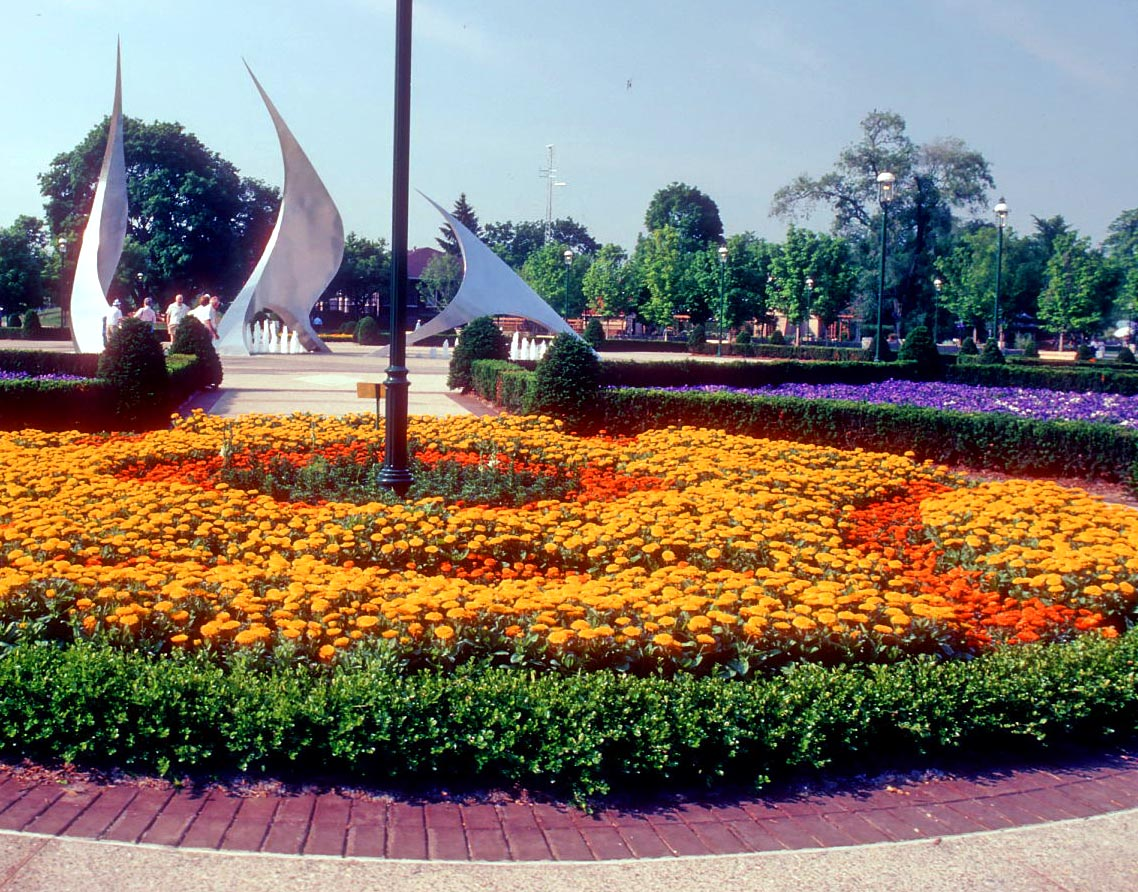
Выставка AmeriFlora '92 в ботаническом саду (1992).

В 1992 году здесь проходила шестимесячная международная выставка садоводства AmeriFlora '92, проводившаяся в Колумбусе. Для этого внутренняя площадь оранжереи была увеличина на более чем 17 тысяч м².

## Описание
В оранжерее представлено более 400 видов растений. В ней пресдтавлены следующие биомы: Гималайские горы, тропические леса, пустыни и водный сад тихоокеанских островов. Дополнительные коллекции растений включают зал бонсай, выставочный дом с сезонными экспозициями, коллекции орхидей и тропических бонсай, а также Пальмовый сад с более чем 40 видами пальм. Оранжерея расположена в районе Франклин-парка и напрямую соседствует с большим городским парком. Оранжерея была построена в 1895 году и была добавлена в Национальный реестр исторических мест США в 1974 году.
С 1994 года проводится ежегодная выставка Цветы и бабочки, став первой оранжереей в стране, которая представила сезонную выставку бабочек. В 2003-2004 годы в оранжерее появились инсталляции американского художника-стекловара Дейла Чихули, которая впоследствии была выкуплена и с тех пор входит в постоянную экспозицию оранжереи. На сегодняшний день оранжерея является единственным публичным ботаническим садом в мире, обладающим фирменной коллекцией стеклянных произведений искусства Чихули, насчитывающей более 3 тысяч экспонатов из стекла.
Затем последовало несколько выставок, объединяющих природу и искусство. Chapungu: Stories in Stone — коллекция каменных скульптур художников-самоучек из Зимбабве, Branching Out — работы Патрика Догерти, а также воображаемые садовые железные дороги Пола Бусса в Enchanted Express. Современные художники, включая Денниса Оппенгейма, Лору Штайн и Энди Голдсуорси, объединились на выставке Bending Nature. Орхидеи художницы по стеклу Дебры Мур были представлены в 2011 году, а скульптура Авроры Робсон дебютировала в консерватории в 2012 году.
Осенью 2013 года в консерватории прошла выставка всемирно известного британского художника Брюса Манро. На выставке Light at Franklin Park Conservatory было представлено 10 крупномасштабных световых инсталляций и галерейных работ.
С 2008 по 2011 годы продолжалось расширение и улучшение оранжереи и строительство новой теплицы.

## Галерея

Зимний сад
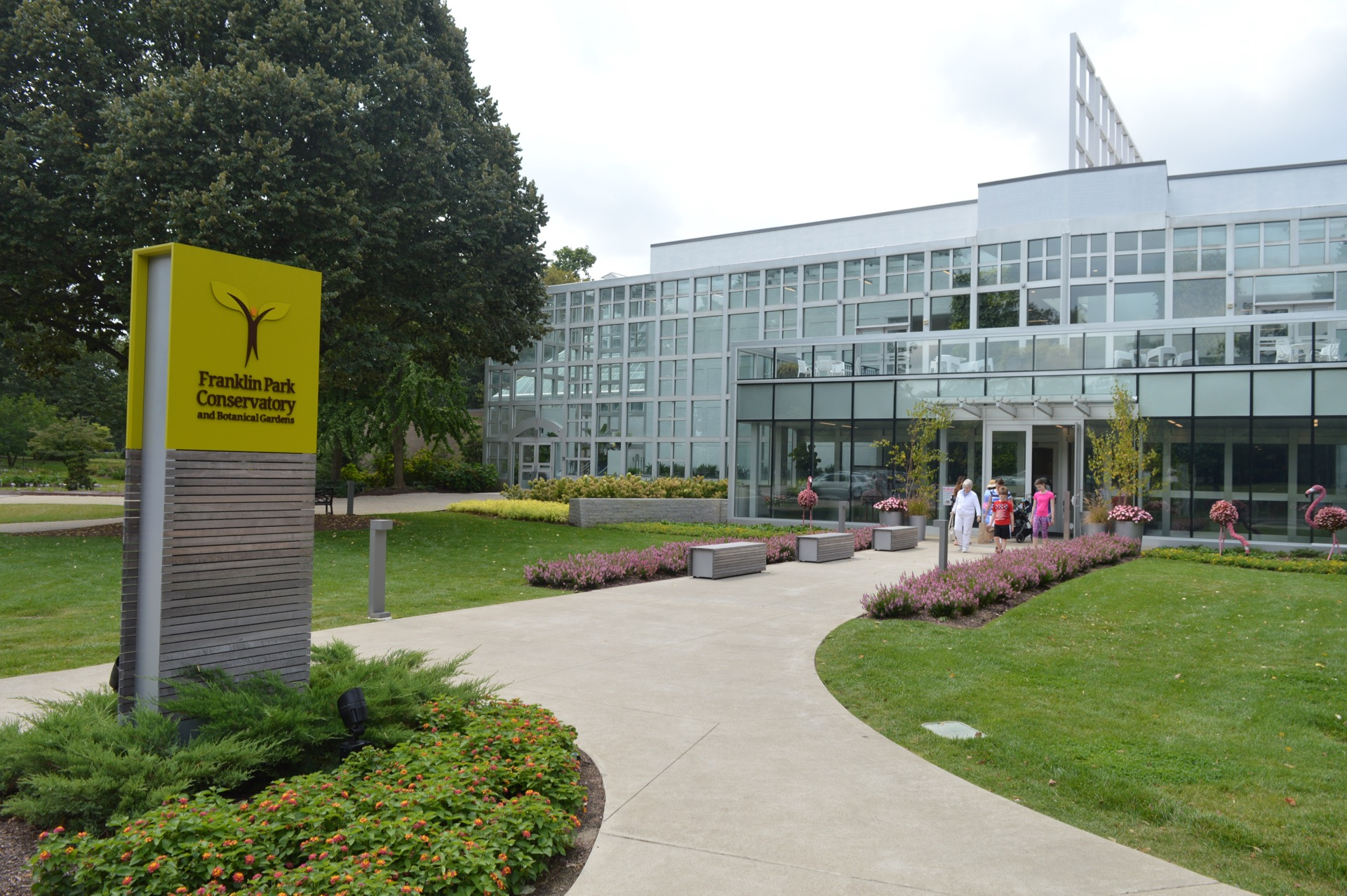
Главный вход в оранжерею
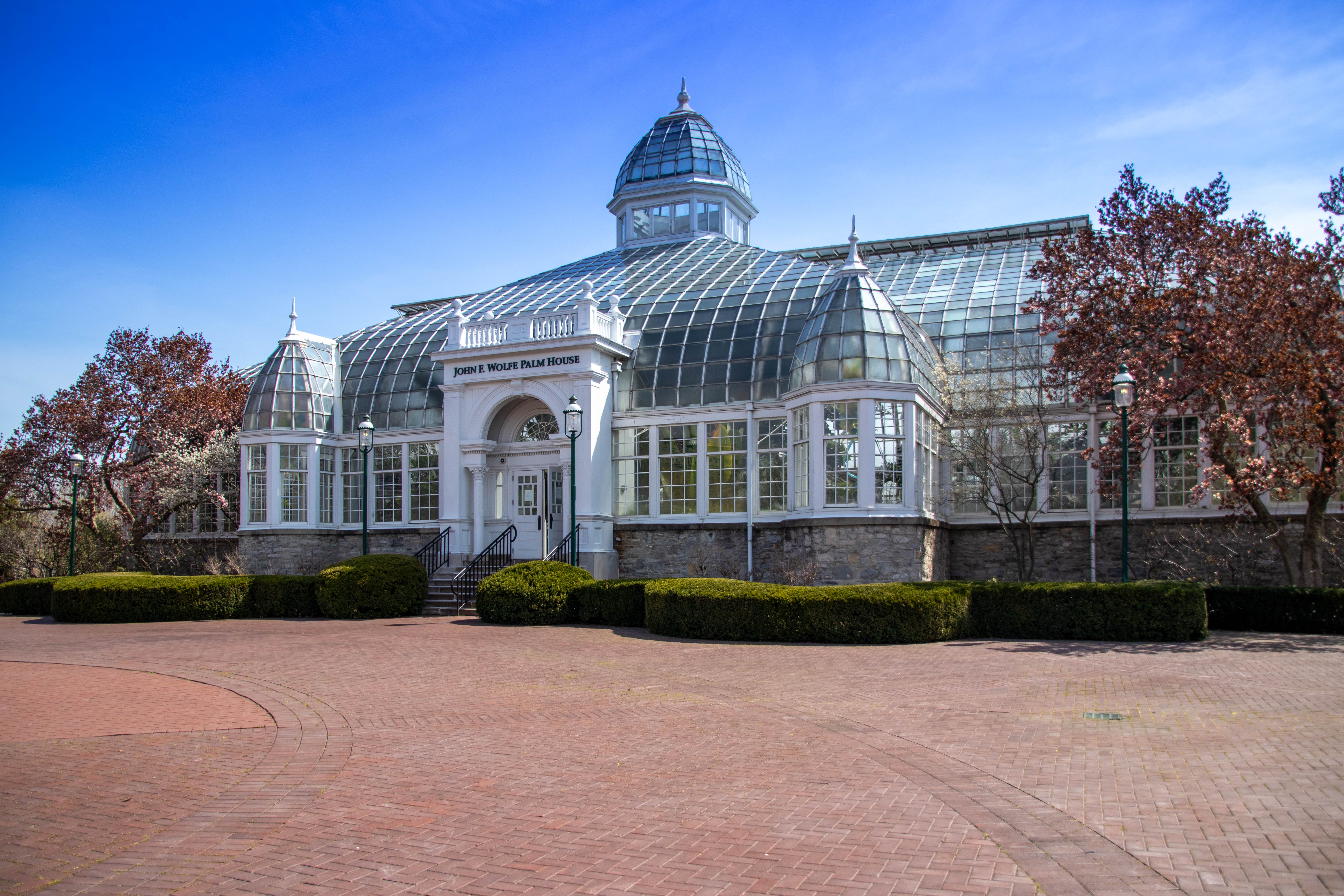
Пальмовый дом Джона Вольфа
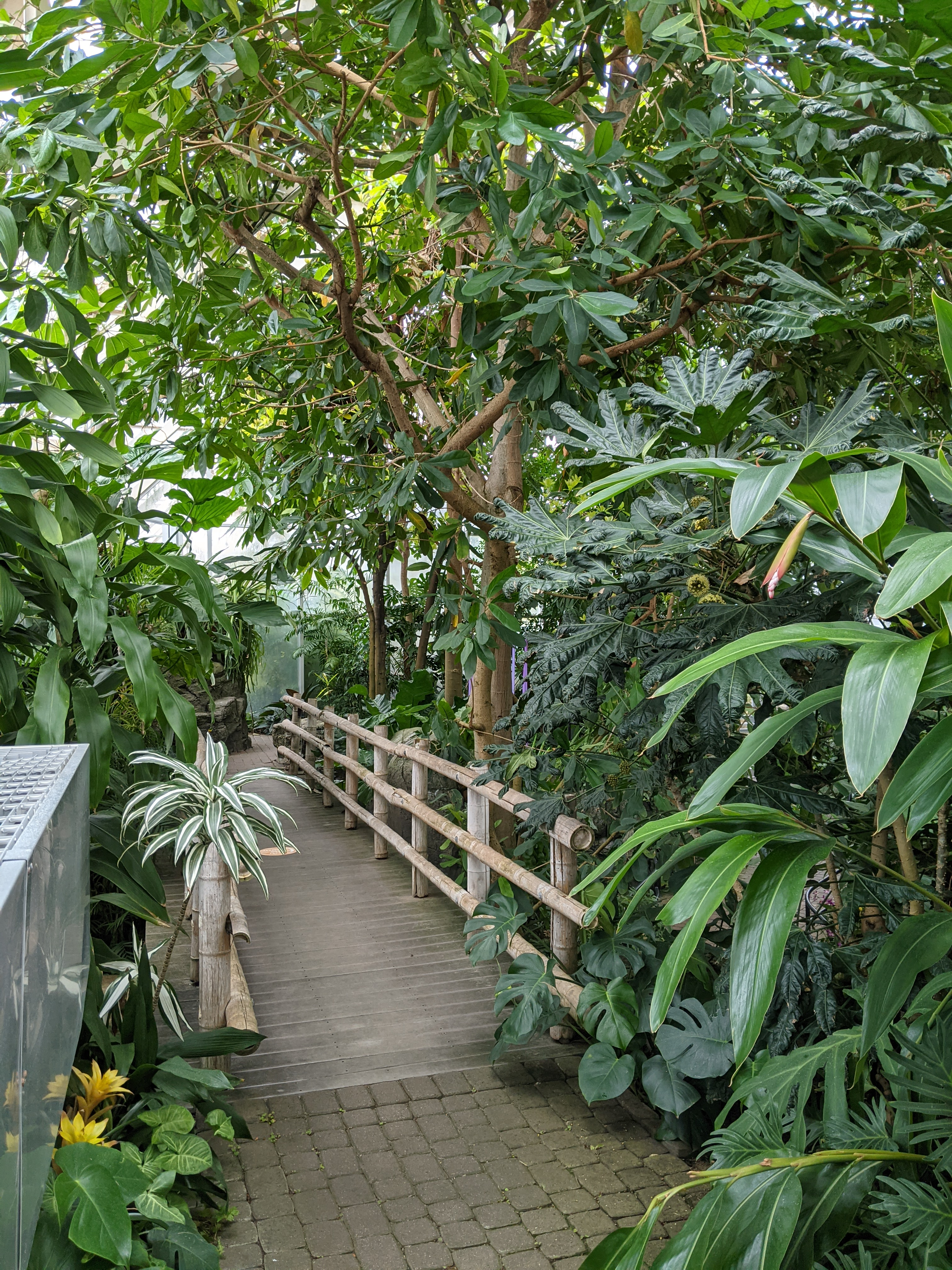
Биом тропические леса
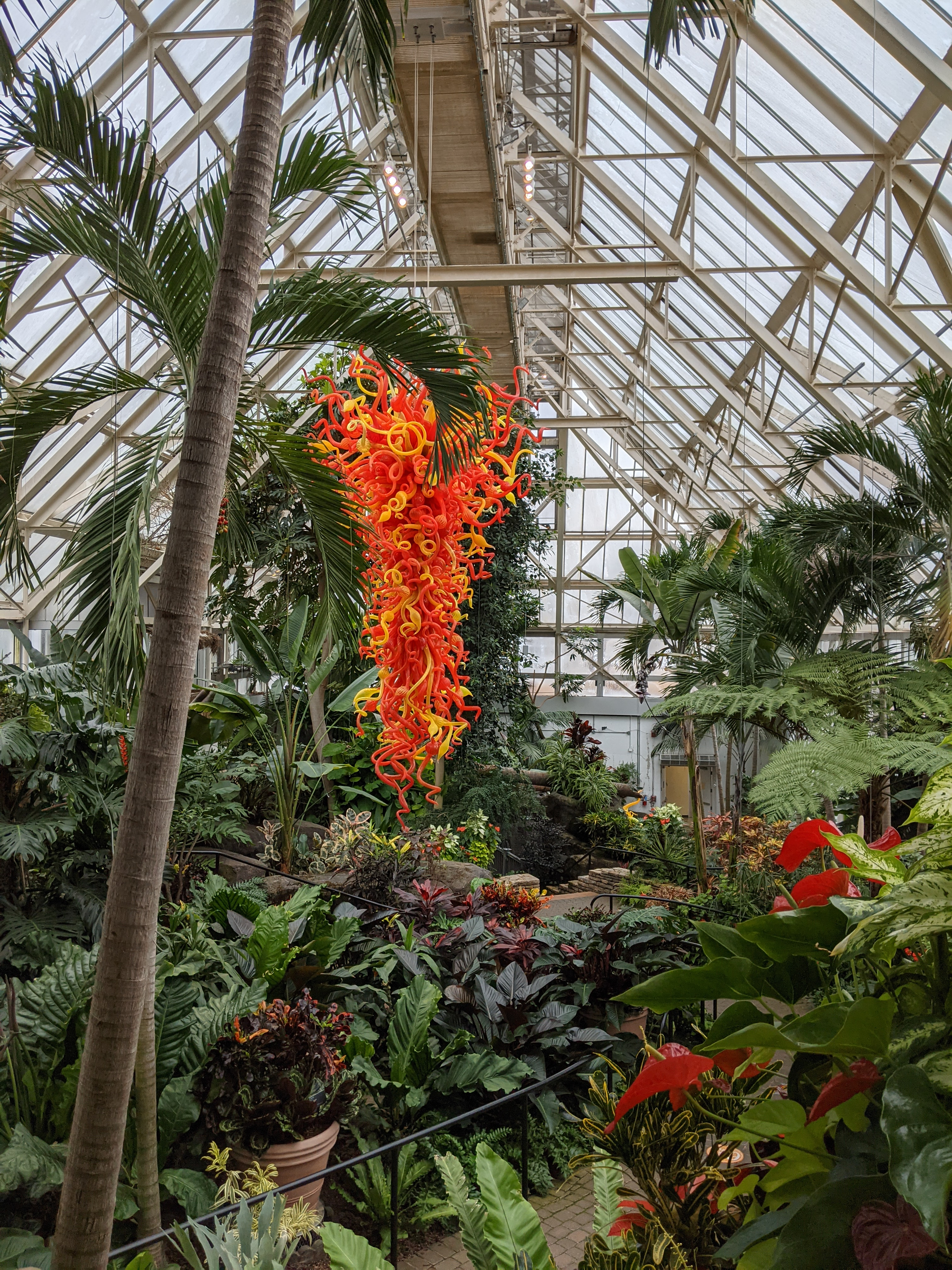
Биом водный сад тихоокеанских островов
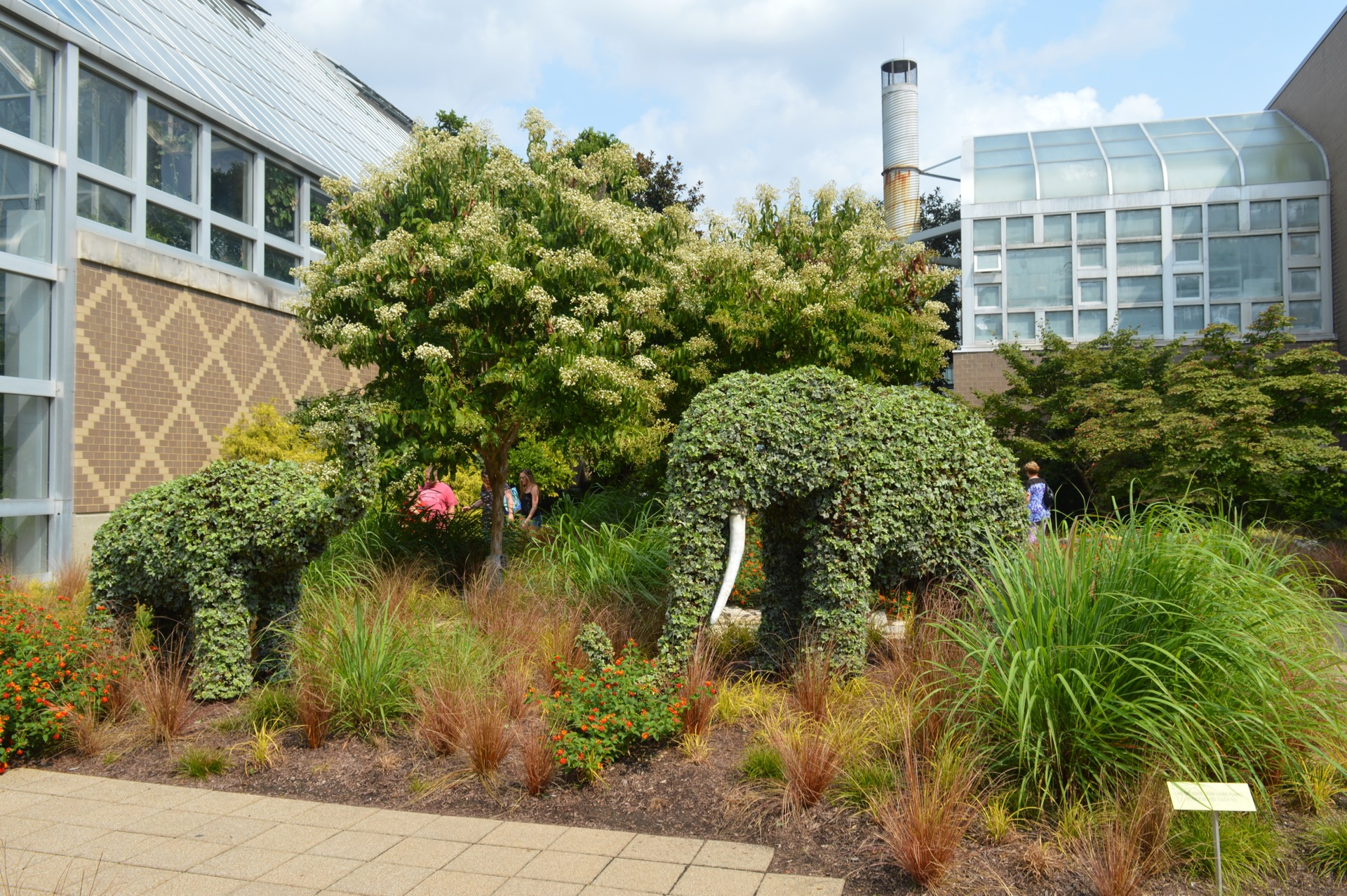
Внешняя декорация

Выставка «Цветы и бабочки»
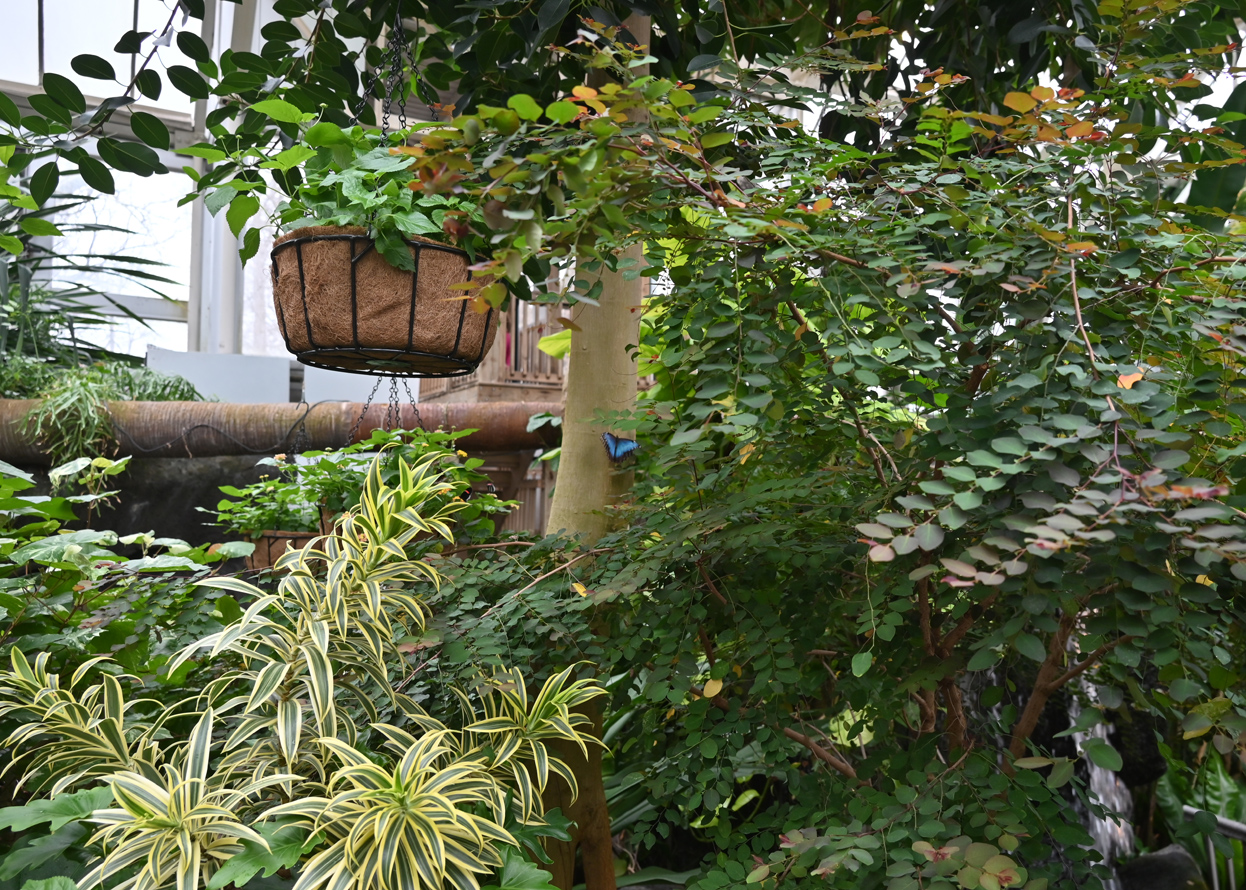
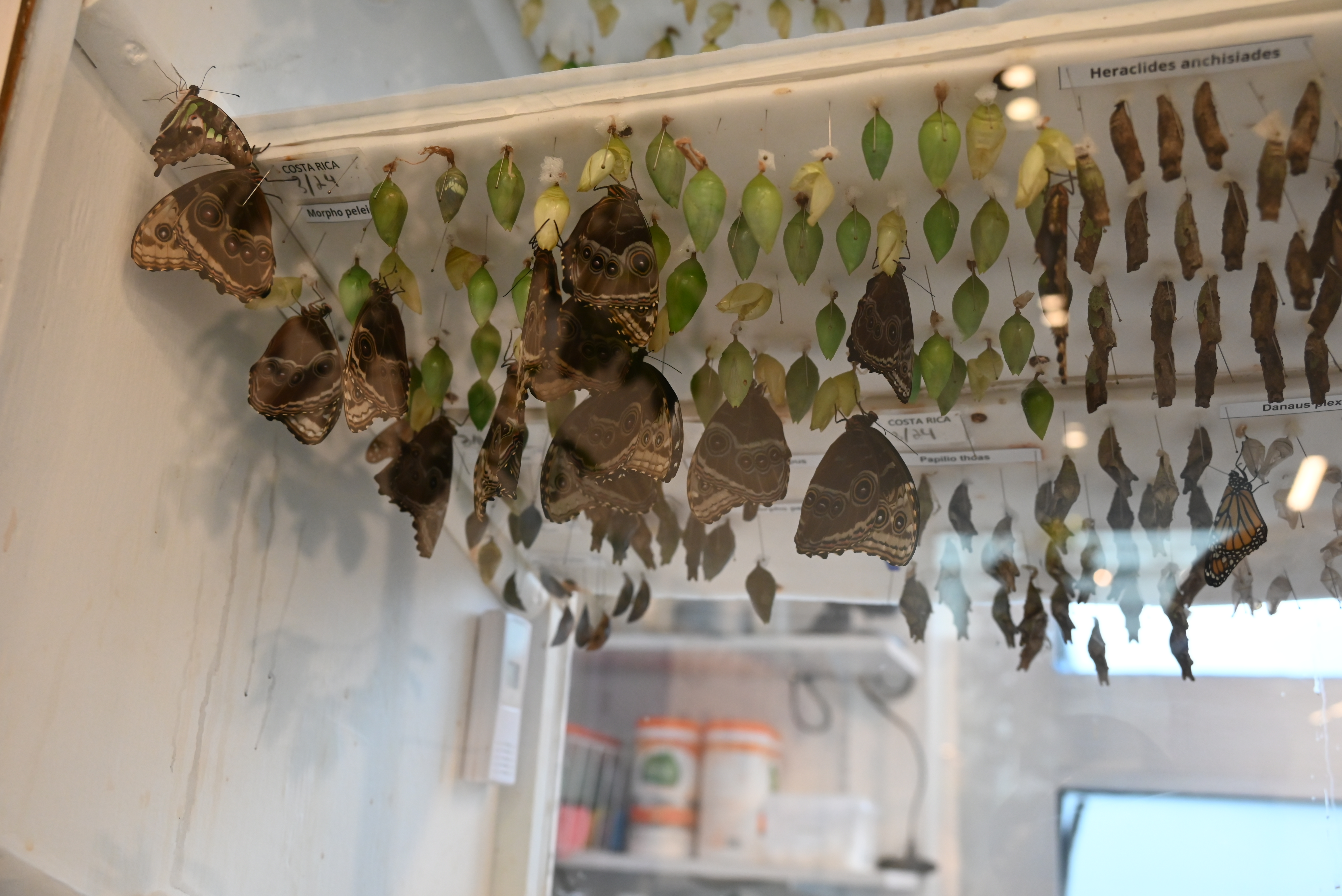
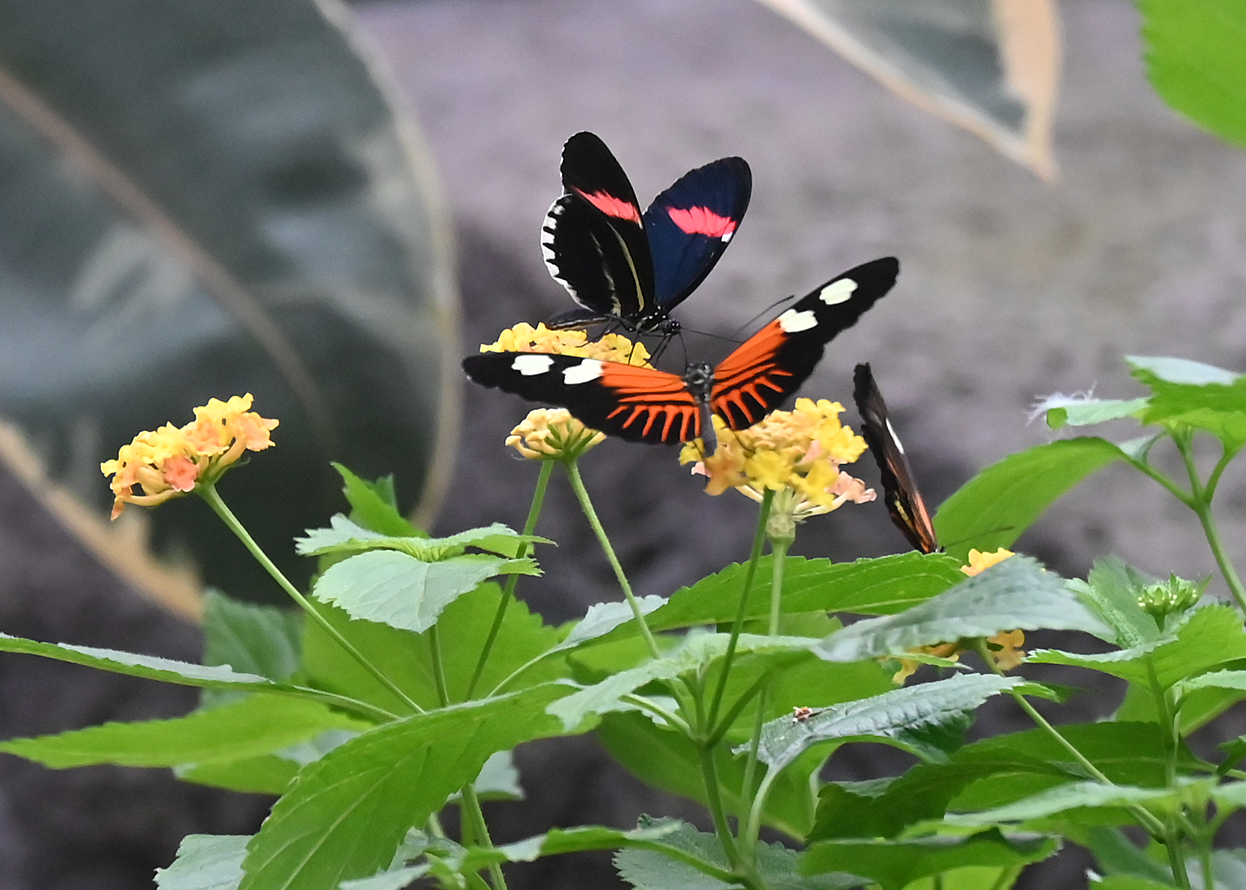
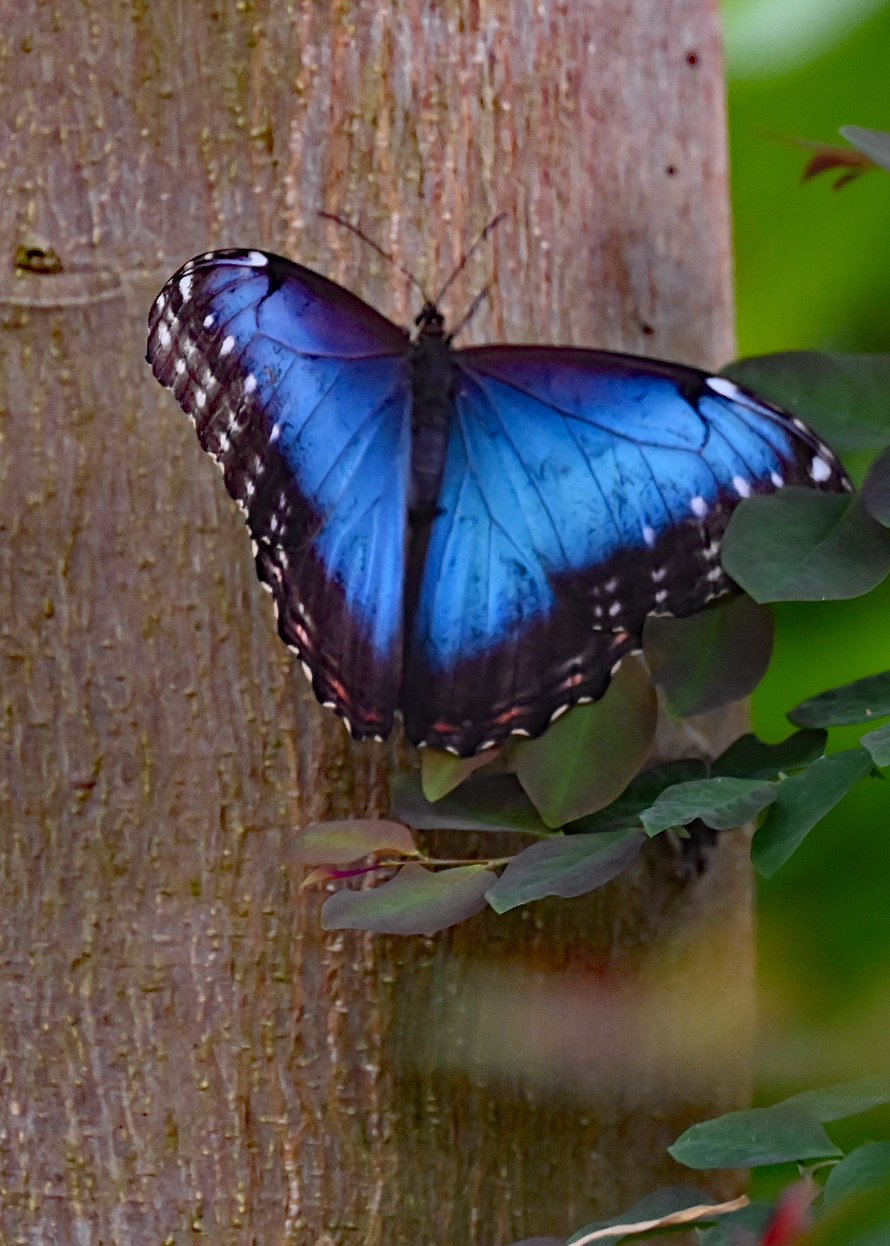
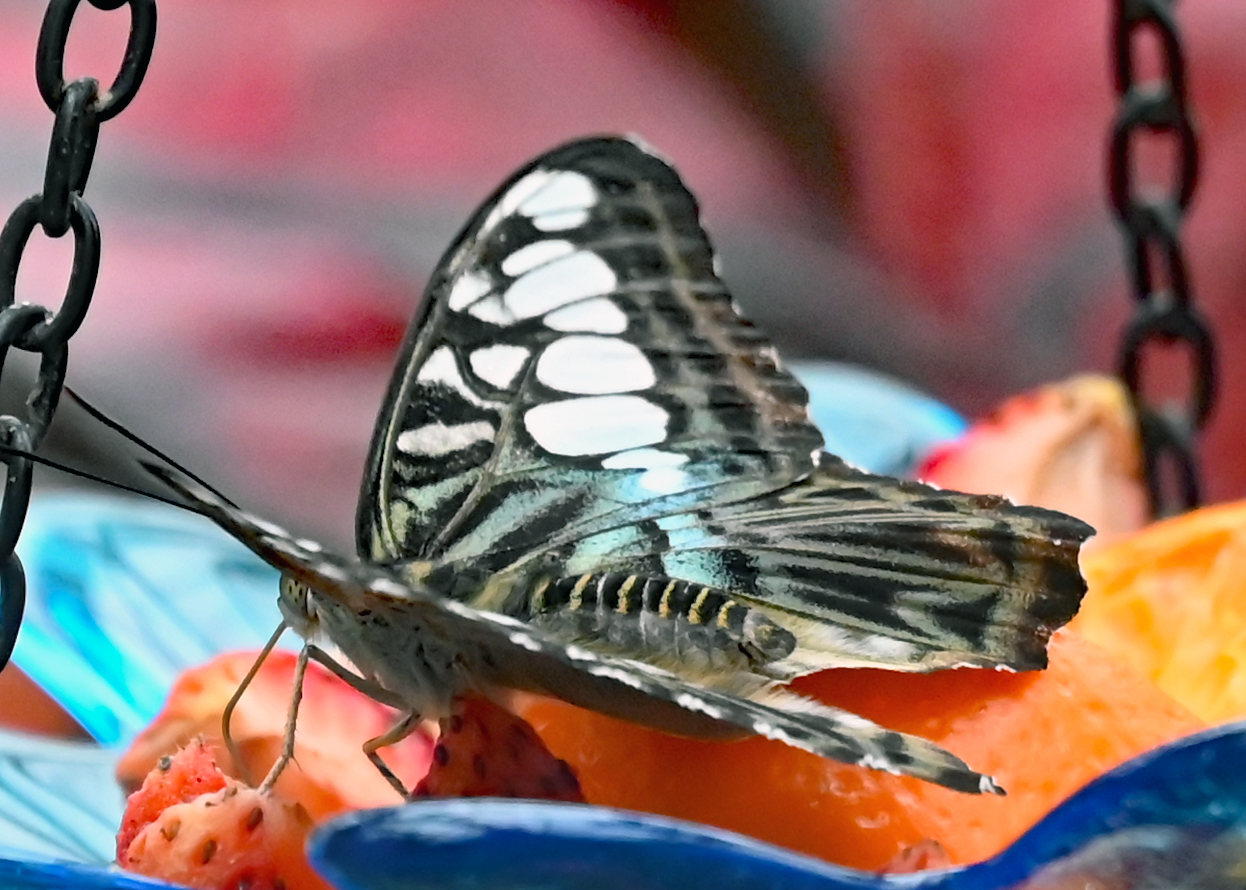